# エロティシズム (アルバム)
『エロティシズム』は、アカシックの2ndフルアルバム。2017年10月18日にunBORDEから発売された。

## 収録曲
1. 憂い切る身
2. いちかばちかちゃん
3. 邪魔
4. 裸-nude-
5. 私
6. マイラグジュアリーナイト
7. ブラック
8. LOVE&YEN
9. オレンジに塩コショウ
10. 日本の宝
11. 愛×Happy×クレイジー
12. エンジェルシンク
13. you&i
14. エロティシズム